# Closterus simplicicornis
Closterus simplicicornis är en skalbaggsart som beskrevs av Boppe 1912. Closterus simplicicornis ingår i släktet Closterus och familjen långhorningar.
Artens utbredningsområde är Madagaskar. Inga underarter finns listade i Catalogue of Life.